# ヘクター・ホーガン
ヘクター・ホーガン（英: Hector "Hec" Dennis Hogan、1931年7月11日 - 1960年9月2日）は、オーストラリアの陸上競技選手である。 彼は1956年メルボルンオリンピックで、男子陸上100メートル競走で銅メダルを獲得した。

## 経歴
ホーガンは100ヤード走と100メートル走を得意とした選手で、オーストラリア国内の100ヤード走競技会で7回優勝している。彼は220ヤード走および200メートル走にも出場してオーストラリア選手権を2回にわたって制覇し、走幅跳では1954年に優勝した。彼は三段跳にも出場した経験がある。
1954年3月、彼はシドニーの競技場で100ヤード走での当時の世界タイ記録9秒3を出し、100メートルでは10秒2を記録した。1954年にバンクーバーで開催されたコモンウェルスゲームズでは、100ヤード走と4×110ヤードリレー走で銅メダルを獲得し、1958年にカーディフで開催されたコモンウェルスゲームズでは、4×110ヤードリレー走で銅メダルを獲得した。
彼の母国オーストラリアで1956年に開催されたメルボルンオリンピックでは、100メートル走で銅メダリストとなった。他に200メートル走と400メートルリレー走にも出場したが、いずれも決勝には進めなかった。
1960年9月2日に白血病のため、妻と4歳の息子を残して29歳で世を去った。彼はブリスベーンのマリストカレッジ（en:Marist College Rosalie）の卒業生だった。

## オリンピックでの成績
| 年   | 大会                   | 場所                         | 種目       | 結果         | 記録                                |
| ---- | ---------------------- | ---------------------------- | ---------- | ------------ | ----------------------------------- |
| 1956 | メルボルンオリンピック | メルボルン（オーストラリア） | 100m走     | 3位          | 10秒6（手動計時）10秒77（電気計時） |
| 1956 | メルボルンオリンピック | メルボルン（オーストラリア） | 200m走     | 準々決勝敗退 | 21秒7（手動計時）21秒90（電気計時） |
| 1956 | メルボルンオリンピック | メルボルン（オーストラリア） | 400mリレー | 準決勝敗退   | 40秒8（手動計時）40秒72（電気計時） |